# ウラン235
ウラン235 (uranium-235, 235U) はウランの同位体の一つ。1935年にアーサー・ジェフリー・デンプスターにより発見された。天然から採掘されるウランのほとんどを占めるウラン238とは違いウラン235は核分裂の連鎖反応をおこす。ウラン235の原子核は中性子を吸収すると2つに分裂する。また、この際に2個ないし3個の中性子を出し、それによってさらに反応が続く。現存する全ての原子(元素)が放射性同位体を持つ中でも入手難度、精製、濃縮、半減期の長さなどから原子力分野に用いられ、原子力発電では多量の中性子を吸収するホウ素、カドミウム、ハフニウムなどでできた制御棒で反応を制御している。大量のエネルギーが一気に解放すると核爆発を起こし核兵器として利用される。
技術分野で呼称される場合「にひゃくさんじゅうご」ではなく「に、さん、ご」と呼ばれることがほとんどである。ウラン235の核分裂で発生するエネルギーは一原子当たりでは200 MeVであり、1モル当たりでは19 TJである。
自然に存在するウランの内ウラン235は0.72パーセントであり、残りの大部分はウラン238である。この濃度では軽水炉で反応を持続させるのには不十分であり、濃縮ウランが使われる。一方、重水炉では濃縮していないウランでも使用できる。核爆発を起こさせるためには90パーセント程度の純度が求められる。

## 利用
- 原子力発電の燃料として広く利用されている。
- 核兵器のエネルギー源として利用され、第二次世界大戦で広島に投下された原子爆弾は、ウラン235を用いていた。
- 原子力電池の燃料として1970年代のソビエト連邦の海洋偵察衛星（RORSAT）にはウラン235を燃料源とする原子炉が搭載されていた（コスモス954号も参照）。

## 半減
7億400万年。